# Hadena albimixta
Hadena albimixta är en fjärilsart som beskrevs av William Schaus 1911. Hadena albimixta ingår i släktet Hadena och familjen nattflyn. Inga underarter finns listade i Catalogue of Life.